# Gjurakoc
Gjurakoc (albanisch auch Gurakovc/-i oder auch Gurrakoc/-i; serbisch Ђураковац Đurakovac) ist mit circa 2200 Einwohnern das zweitgrößte kosovarische Dorf in der Gemeinde Istog. Im Zuge des Kosovokriegs flüchteten viele albanische Bewohner aus dem Dorf, viele serbische Bewohner wurden vertrieben, sodass sich die Bevölkerungszahl um die Jahrtausendwende fast halbierte.

## Geographie
Das Dorf liegt im Nordwesten der Tiefebene von Metochien.

## Geschichte
Gjurakoc wurde im Mittelalter als feudale Domäne gegründet. Die erste Kirche wurde auf dem Fundament eines anderen Gebäudes aus dem 14. Jahrhundert erbaut. 1761 wird das Dorf als «Đurakovci» in den Schriften des Klosters Visoki Dečani erwähnt.
Nach der Vertreibung der meisten Serben aus dem Dorf wird eine Rückkehr von einigen albanischstämmigen Dorfbewohnern kritisch gesehen, weil ihre ehemaligen serbischen Nachbarn Kriegsverbrechen begangen hätten. Von serbischer Seite wird auf die schwierige ökonomische Lage hingewiesen und das Rückkehrprogramm als PR-Aktion (“stunt”) der UNMIK angesehen.

## Demographie
Während die Bevölkerung nach dem Zweiten Weltkrieg zunächst beständig anstieg, flohen im Zuge des Kosovokrieges viele Dorfbewohner oder wurden vertrieben. Im Dorf bestehen zum großen Teil noch Sippenstrukturen, wobei die Familie Osmanji dominiert.
| Volkszählung | 1948 | 1953 | 1961 | 1971 | 1981 | 1991 | 2011 |
| ------------ | ---- | ---- | ---- | ---- | ---- | ---- | ---- |
| Einwohner    | 1235 | 1615 | 2143 | 2631 | 3100 | 3801 | 2209 |

### Ethnien
Über 90 % der Einwohner von Gjurakoc betrachten sich als Albaner. Etwa 110 Einwohner des Dorfes sind Balkan-Ägypter. Bei der Volkszählung 1991 lebten noch etwa 600 Serben im Dorf; im Juli 1999 wurden die meisten von ihnen im Zuge des Kosovokrieges vertrieben. Bei der Volkszählung 2011 deklarierten sich nur noch 22 Personen als Serben und 39 als Bosniaken; 12 identifizierten sich als Aschkali, weitere 15 Personen bekannten sich zu anderen Ethnien.

### Religion
Die meisten Einwohner bekennen sich zum Islam, eine große katholische Minderheit existiert und einige wenige Serbisch-Orthodoxe sind im Dorf verblieben.

#### Sakralbauten
Am Ortseingang Richtung Peja steht eine Moschee.

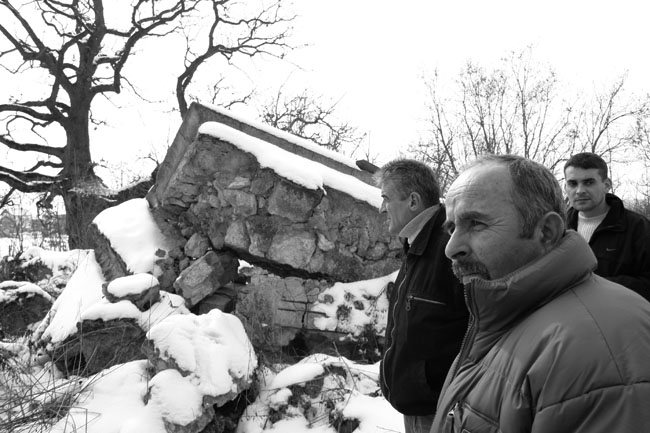
Ruine der 1592 eingeweihten St.-Nikolaus-Kirche, Đurakovac

Eine nach Nikolaus von Myra benannte serbisch-orthodoxe Kirche existierte im Dorf. Sie wurde im Juli 1999 im Zuge des Kosovokrieges von Kosovo-Albanern gesprengt. ihre Ruine steht unter Bestandsschutz. Die katholische Kapelle Marias Geburt existiert weiterhin.

## Wirtschaft
In den 1970er Jahren war die Wirtschaft agrarisch geprägt, vor allem wurden Früchte angebaut; von den damals etwa 666 Erwerbstätigen waren rund 450 in der Landwirtschaft tätig.
Gjurakoc übernimmt einige primäre infrastrukturelle Funktionen, so gibt es eine medizinische Ambulanz und eine Grundschule. Diese bestehen mindestens seit den 1970er Jahren. Außerdem gibt es Gemischtwarenläden, Restaurants und einen Beherbergungsbetrieb.

### Bildung
Neben der Grundschule hatte das Dorf vor dem Kosovokrieg eine Zweigbibliothek der Gemeinde Istok, diese erlitt jedoch Kriegsverluste.

### Verkehr
Die Regionalstraßen R-101, die Nord-Mitrovica mit Peja verbindet, und R-104, die Istog mit der M-9 bei Përlinë verbindet, kreuzen sich im Ortszentrum und verlaufen dort kurz parallel zueinander.
Der nächstgelegene Bahnhof befindet sich etwa 16 km südsüdöstlich in Klina; von dort verkehrten bis 2017 zweimal täglich Regionalzüge in Richtung Prishtina und Peja.

## Persönlichkeiten
- Fadil Ferati (1960–2010), ehemaliger stellvertretender Vorsitzender der LDK[13]
- Fatmire Alushi  (* 1988)[14]